# Олесь Барліг
Олесь Барліг (справжнє ім'я Віталій Станіславович Бабенко) (2 червня 1985, Запоріжжя) — український поет, прозаїк, драматург, громадський діяч.

## Життєпис
Закінчив Запорізький національний університет за спеціальністю журналістика. Студентом відвідував літературний клуб «99», де і відбулося його знайомство із сучасною українською літературою. Водночас разом з однодумцями створює неформальний Клуб української молоді («КУМ»), що ставив на меті створення актуальних культурних проєктів з популяризації української мови (фестиваль авторської пісні «Бардівська ватра», рок-концерт «Голос», самвидавчий літературний часопис «Час'ник»).
У 2009 році разом із Іриною Шуваловою і Альбіною Поздняковою упорядкував антологію квір-літератури «120 сторінок Содома», що вийшла у видавництві «Критика». А у 2011 році спільно зі Станіславом Бєльським упорядкував поетичну збірку «Гімн очеретяних хлопчиків», куди окрім їхніх текстів увійшли твори Максима Бородіна, Іни Завгородньої, Тетяни Скрипченко, Сани Праєдґарденссон, Юрія Ганошенка та Андрія Селімова (авторів із Дніпропетровська та Запоріжжя). Ця книга присвячена пам'яті двох письменників: Володимира Буряка та Влада Клена. Наступного року виходить перша сольна збірка Олеся Барліга «Насолода уявної смерті».
Проза письменника увійшла до збірок «Сила малого», «Повна темрява», альманаху «Нова проза», журналу «ШО». У 2012 році п'єса Олеся Барліга «Дерева спізнюються на автобус» потрапила до четвірки лідерів у конкурсі драматургії «Драма.UA» і була надрукована в однойменній збірці. Твір торкається теми сучасного сприйняття трагедії Голодомору. У 2015 році напівдокументальна п'єса «Уроборос у Східному експресі» потрапила до програми фестивалю «Тиждень актуальної п'єси» (драма зосереджує увагу на проявах гомофобії в Україні). Цей твір, а також кілька інших п'єс драматурга опублікуванні на театральному порталі «Teatre».
У 2013 році став учасником проєкту Вікторії Черняхівської «Тканина віршів», в межах якого вірші 60 українських поетів та поеток втілилися вишитими ілюстраціями в техніці фристайл.
У 2018 році у видавництві Піраміда вийшла антологія українського верлібру Ломикамінь, що спільно з Олесем Барлігом охоплювала твори 222 авторів із різних регіонів України та української діаспори.
Цього ж року презентували збірку перекладів віршів Дмітрія Кузьміна «Ковдри не передбачені». Окрім Олеся Барліга для цього видання українською мовою поезію адаптували Богдан-Олег Горобчук, Сергій Жадан, Михайло Жаржайло, Юрій Завадський, Дмитро Лазуткін, Марта Мохнацька та Іван Гнатів, Лесик Панасюк, Антон Полунін, Ігор Сід, Фрідріх Чернишов.
У 2019 році Vydavnytstvo випустило ілюстровану книгу для дітей і підлітків «Це зробила вона» про досвід відомих жінок в історії людства. Серед інших авторів Олесь Барліг створив нарис про професійні здобутки дослідниці Нани Войтенко.
Окрім художньої літератури Олесь Барліг упорядкував книгу з теорії й практики магії «Чарослов». Вона вийшла у 2020 році в електронному форматі у «Тотемне видавництво».
Як автор дитячих творів Олесь Барліг долучився до двох колективних проєктів за упорядництвом Еліни Заржицької. Перший, «Мами просять пам'ятати» — це оповідання-поради з правилами техніки безпеки. Другий, «Йому тринадцятий минало…» — добірка художніх розповідей про дитячі та підліткові роки Тараса Шевченка.

## Особисте життя
Олесь у шлюбі з 2 жовтня 2007 року. Має двох дітей.

## Особливості авторського стилю
Олеся Барліга відносять до покоління двотисячників. За словами Маріанни Кіяновської Олесь Барліг разом із Катериною Бабкіною, Альбіною Поздняковою та Іриною Шуваловою є авторами із «гендерно орієнтованим висловлюванням». Також особливість художніх пошуків поета відзначають у його експлуатації мотивів попкультури, світової міфології та бестіарію: